# ヒュムノス語
ヒュムノス語（ヒュムノスご）とはバンプレスト・ガスト原作のコンピュータゲーム『アルトネリコ』シリーズ（PlayStation 2およびPlayStation 3用ソフト）およびその関連作品に登場する架空の言語である。
また、作品外において単にヒュムノスと称する場合はヒュムノス語そのものでは無くヒュムノス語で綴られた楽曲を指す場合もある。

## 概要
アルトネリコシリーズは、過去の人災によって文明の一部が失われ、残ったテクノロジーの一部が魔法として認知されている世界を舞台としたSFファンタジー作品である（詳細は「アルトネリコ」を参照）。ヒュムノス語は、同作における魔法の詠唱シーンなどの台詞や劇中歌、背景グラフィックなど全編に渡って登場する、同作オリジナルの人工言語であり、その単語の意味や文法には詳細な設定が用意されている。これらヒュムノス語のメッセージの多くは、作中ではその意味が明かされていないものの、公式サイト内のコンテンツなどの作品外の媒体で翻訳のための手引きが用意されており、プレイヤーはこれらのメッセージを翻訳することによって、劇中歌に秘められた登場人物の心情などといった、隠された意味を解き明かすことができるようになっている。
作中では想音言語、感情言語とも呼ばれるが、通常は単に「ヒュムノス」と呼ばれることが多い。しかし、ヒュムノスとはアルトネリコの世界では「詩」という意味も持つので、両者の違いが紛らわしい時には用いない。
日常生活では別の言語(Shell(シェル)言語)が使用されており、ヒュムノス語は一般人からは古代語と認識されているため、レーヴァテイル以外が使用することは稀であるが、呪文・隔壁操作・塔の管理などの用途にも使用されている。
以下の内容はゲームの世界における理論、物理法則、歴史などを含む文章で構成されている。
なお、本項目においては第一塔を『アルトネリコ』、第二塔を『ソル・マルタ』、第三塔を『ハーヴェスターシャ』と記述する。また、それぞれの塔がある地域は『ソル・シエール』、『メタ・ファルス』、『ソル・クラスタ』、世界全体をさす場合は『アルシエル』と記述する。

## 歴史

### ヒュムノス語全体
紀元前ある特定の言葉を発すると、特異な効果が得られることが人々に知られ始める　
A.D.91年他地域とは隔絶されたメタ・ファルス文明圏で、言葉の力を操る『謳掌術』が誕生する。
A.D.348年現在確認できる最古のヒュムノス語 "chs"「～になる」が誕生する。
A.D.421年最古のヒュムノス語文章 "Was yea ra chs hymmnos mea."「私は謳になる。至高の喜びを噛みしめながら」が確認されている。
A.D.440年月奏という言葉の載っている最古の記述。
A.D.768年エル・エレミア地方のヴァルナ王国が奇妙な魔法を使い始める。
A.D.770年エル・エレミア地方の残り二国ブラストとシルヴァにも魔法が伝わり、「祈祷詩」と呼ばれるようになる。
A.D.1228年祈祷詩の使い手達が「月奏」と呼ばれるようになる。
A.D.1883年実証主義社会が形成され始め、月奏は衰退。
A.D.1919年宗主国メタ・ファルスが音の力を国家の力とするため、世界中の月奏を集める。古メタファルス律の原型が誕生。
A.D.1998年月奏の奏でる詩を敬意を表して「ヒュムノス」と呼称するようになる。
A.D.2022年ソル・クラスタからエル・エレミア地方に使節が来訪する。
A.D.2050年価値観の違いからかソル・クラスタとエレミア諸国との間で「エル・エレミア千年戦争」が始まる。
A.D.2665年国土が荒廃する中でエレミアの三国が手を結び、統一国家「エル・エレミア」が建国される。
A.D.2912年全ての始まりとなる年。後に「音科学の父」と呼ばれる月奏によって、唄石の力が発見される。
A.D.2934年月奏が衰退し、ごく僅かな家系がひっそりと続くのみとなる。
A.D.2940年レーヴァテイル計画が発足する。
A.D.2973年唄石の力と共にヒュムノスに注目が集まり、本格的な研究がはじまる。
A.D.3016年メタ・ファルスとエル・エレミアが遭遇し、交流が始まる。
A.D.3040年グラスノインフェリア発生。大地を失い、人々は3本の塔周辺でしか生活できなくなる。アルシエルではこれ以降を第二紀と呼んでいる。

### ソル・シエール（主に中央正純律）
A.D.2968年『原初の塔』運用開始。ただし、この頃の塔は巨大なヒュムノスのデータベースに過ぎなかった。
A.D.2983年アルトネリコ建設開始。
A.D.3001年ωスペクトラム（※1）が発見され、ヒュムノスを計算で分析できるようになる。これにより、ヒュムノスは急激に発展した。
A.D.3013年アルトネリコ完成。
A.D.3018年エル・エレミアの塔管理局により中央正純律とヒュムノス文字が策定される。
A.D.3031年最初のレーヴァテイル・オリジン、エオリア（シュレリア）が誕生。
A.D.3420年ミュールの反乱が発生し、ホルスの右翼が崩落する。ソル・シエールは高度な文明を失う。ソル・シエールでは、これ以降を第三紀と呼んでいる。
A.D.3770年現在。ヒュムノス語はもはや古代語となり、一般人は塔の存在理由すら知らない。

### メタ・ファルス（主に古メタファルス律、新約パスタリエ）
A.D.3027年ソル・マルタ建設開始。
A.D.3075年メタ・ファルス独自の詩魔法サーバーである『インフェル・ピラ』の構想が生まれる。
A.D.3291年インフェルがI.P.D.転写され、初のインフェル・ピラ依存体（I.P.D.レーヴァテイル）が生まれる。
A.D.3308年インフェルにより新約パスタリエのプログラムが始まる。

### ソル・クラスタ
A.D.3037年第3塔の原初の塔の建設開始。
- ※ A.D.とは、アル・シエルの年号。「神々しい音の時代」をあらわす "Ammue Dius" の略。この世界の紀元は音が力として認識された年である。
- ※1 ωスペクトラムとは、詩の一瞬間から全ての想いを汲み取る、四次元的展開法。人間がある詩を思い出すとき、脳内では一瞬でその詩を把握できる。そのことを応用した方法である。この発見により、塔がヒュムノスを紡げるようになった。

## 文字
ヒュムノス文字と呼ばれる独自の文字を使用している。ラテン文字の基本字（a～zおよびA～Z）、数字の0～9、および - . , : / > < = # の記号に一対一で対応しているため、ラテン文字化は容易である。ただし単語や発音においては、様々な言語をベースにつつオリジナルなものも多く含まれるため、ラテン文字に変換した後の邦訳にはまた別種の作業を要する。

### ヒュムノス文字の形
ヒュムノス文字の形は、それぞれの音のエネルギーや指向性を表している。文字の中心を音源とし、その周りの円弧・鉛直水平線・放射線の3種類の要素で構成されている。円弧は『安らぎ』のα波、鉛直水平線は『緊張』のβ波、そして放射線は『刺激』のγ波のエネルギーをそれぞれ表している。
| 文字 | 意味         | 文字 | 意味     |
| ---- | ------------ | ---- | -------- |
| A    | 力           | N    | 無       |
| B    | 世界         | O    | 邪       |
| C    | 変化、成長   | P    | 生と死   |
| D    | 魔、闇       | Q    | 無知     |
| E    | 愛           | R    | 生命     |
| F    | 伝導、伝わる | S    | 願い     |
| G    | 破壊、罰     | T    | 己、自分 |
| H    | 炎、火       | U    | 憎悪     |
| I    | 聖           | V    | 喜び     |
| J    | 未知         | W    | 精神、魂 |
| K    | 創造と破壊   | X    | 守護     |
| L    | 他者、あなた | Y    | 光       |
| M    | 慈悲         | Z    | 神       |

### ヒュムノス文字の意味
ヒュムノス文字は（数字と記号を除き）ラテン文字の基本字と同じく26文字があり、その26文字の中で6大発想元素と20小素に分類される。
律史前月読の時代には文字（発音のスペクトラム）一つ一つの効果から意味が研究されていき、単語というよりは文字の組み合わせで用いていた（そのため、律史前月読の単語には同じ文字を重ねたものが多数存在する）。それぞれの文字のスペクトラムに付いて研究が進むにつれ、単語という形で使用されるようになっていった。
6大発想元素
6大発想元素とは、英語の母音にNを加えた、A／I／U／E／O／N　の6文字を指す。ヒュムノス語においては、この6大発想元素が母音に当たり、新約パスタリエでは想音動詞の想母音として用いられている。
それぞれの文字は、
A：力音 ／I：聖音 ／U：憎音／E：愛音／O：邪音／N：無音
を表している。
20小素
20小素とは、ラテン文字の基本字から6大発想元素を除いた文字、すなわち英語でのNを除く子音をさす。それぞれの文字に日本語に相当する意味があるが、これは月奏が律史前月読の研究によって発見していったものなので、必ずしも1つには定まらない。また、組み合わせることによって意味が変化することもある。

## 派生
ヒュムノス語にはそれぞれ生まれた場所や経緯によって様々な派生が存在する。この派生を『律』と呼び、共通する部分もあるが、それぞれ異なった文法体系や単語を持つ。

### ヒュムノス語成立以前
ヒュムノス語の原型になったとされるものを示す。

#### アル・シエラ（星語）
アル・シエラとは星（アルシエル）が紡ぎだす言語で、人間のための言語ではない。律史前月読の元となった言語であり、ヒュムノス語ではないため、表記にはヒュムノス文字でない別の文字を用いる。人間の可聴域を遥かに超える周波数を持つため、発音から全ての意味を汲み取ることは不可能であり、アルキア研究所にて研究が進められているものの、ごく一部の音の表面的な意味をなんとなく把握しているのみである。

#### 律史前月読（りっしぜんつくよみ）
最も古いヒュムノス。正確にはヒュムノスとは言えず、呪いや掛け声のようなもの。
第一期において、わずかながら言葉には力があることが知られていた。人々は、詳しいことは知らなかったが、その言葉の力を認識していたのである。やがて、様々な力を持った言葉を知る、月奏という者達が現れた。そして、文字に分解したときのアルファベットに力があることを知ったのである。すなわち、ヒュムノスの原点は各文字にある。それを発展させて単語単位まで体系化したものがクルトシエール律である。律史前月読によって、ヒュムノス動詞の語源を探ることが出来るといわれている。
律史前月読の実例としてはヒュムノスミュージカルのスピカ編の『Xa Ziqt wac s』がある。
「律詩前月読」は誤植である。

### ヒュムノス語成立以後
上記の2つの律は正確には律とは呼ばず、ヒュムノス語でもない。
正式にヒュムノス語とされるのはクルトシエール律以降の律である。
現在（A.D.3770前後）では主に以下の6つの律がある。

#### クルトシエール律（I紀前古代語）
すべての原点となるヒュムノス。これ以後のものを正式にヒュムノス語と呼ぶ。
各文字の意味を徐々に理解していった月奏達は、これを組み合わせ単語として用いることでより大きな力をえることができると知った。そして、様々な単語とその組み合わせをつくり、文章として体系化したのがこのクルトシエール律である。これは月奏が自らのために作り出したヒュムノスなので、当然人間も使うことができる。しかし、人間は自然からわずかな力を借りることしかできないのに対し、レーヴァテイルは塔から力を借りることができるので、効果の差は歴然である。
クルトシエール律には膨大な数の単語が存在し、そのほとんどが中央正純律として登録されている。

#### 中央正純律（共通語）
塔を制御するためのヒュムノス。
アルトネリコは、当初古今東西あらゆるヒュムノスを登録していたが、その数が膨大になったため、整理する必要がでてきた。エル・エレミアが塔の運営のために、これまでのヒュムノスを規格化したものがこの中央正純律である。
現在アルトネリコに登録されているヒュムノスは、ほとんどがこの中央正純律であり、他の律も標準化されれば全て中央正純律と認定される。

#### アルファ律（オリジンスペル）
レーヴァテイル・オリジンのヒュムノス。律史前月読から派生した律ではなく、レーヴァテイル・オリジンがプログラムすることで使えるようになる完全なプログラミング言語なので、使用出来るのはオリジンと、彼女たちが管轄するそれぞれの塔に属するレーヴァテイルのみである。
アルファ律は、オリジンが“Aと言えばBの効果が出力される”といったように塔にプログラムして使う。故に単語一つで効果を発揮することができる。

#### 古メタファルス律（I紀神聖語）
ソル・シエールから離れた地域、宗主国メタ・ファルスに伝わって変化した律。詳しい経緯は不明だが、非常に長く複雑な文法体系をしている。しかしその分効果は強力である。ソル・シエールのアルトネリコにも一部登録されているため、レーヴァテイルは使用可能であるが、その効果は本来の100%ではない。なお、ミュールが謳う詩は、彼女がメタ・ファルスの伝承に憧れを抱いているため、古メタファルス律で謳われている。

#### 新約パスタリエ（パスタリア成語）
メタ・ファルスでインフェルによって創られたヒュムノスで、ヒュムノスの最大の効果を得ることを目的として造られた。I.P.D.レーヴァテイルというインフェル・ピラを詩魔法サーバーとするレーヴァテイルによって用いられる。
アルトネリコには登録されていないのでI.P.D.レーヴァテイル以外のレーヴァテイルには理解できない。逆に、インフェル・ピラのサーバーはアルトネリコサーバーをエミュレートしているため、I.P.D.レーヴァテイルはアルトネリコサーバーの文法を理解し、使用もできる。
最初からコンピュータで構文することを前提とするほど複雑な文法体系をしている。特徴として、中央正純律における『想音+(S)+V』を一語にまとめた『想音動詞』という要素がある。
新約パスタリエを用いたヒュムノスの名前は『METHOD_』で始まる。

#### クラスタ律（クラスタ地方語）
ソル・シエールから離れた地域、ソル・クラスタで作られた律。中央正純律からの視点では方言にあたる言語。
第3塔の詩魔法サーバーはソル・シエールで派生したのちソル・クラスタへ持ち込まれ、その後ソル・クラスタで独自に開発されたクラスタ律が登録された。よって他の塔との互換性は全くなく、使用できるのも第3塔に属するレーヴァテイルのみである。

## 文法

### 中央正純律

#### 想音
ヒュムノス語には想音（そういん）と呼ばれ、話者の現在の感情を表す文法要素が存在する。
ヒュムノス語の文章は基本的に想音が存在することが必須であり、感情言語と呼ばれるゆえんでもある。
想音がない文章は、ヒュムノスとして塔に認識されない。よって、塔から何らかの効果を得たい場合には想音は必須となる。逆に、塔の出力を得ずに直接『言葉』として想いを伝えるために、あえて想音を入れない場合もある（彌紗の<EXEC_HARMONIUS/.>など）。
想音は3つの単語で構成され、それぞれ第I想音、第II想音、第III想音と呼ばれる。
第I想音
想音の最初の部分で、「とても」や「少し」などの感情の程度を表す。
感情の度合いが強い順に【Rrha】（トランス状態）、【Was】（とても強烈に）、【Wee】（かなり）、【Fou】（ちょっと）、【Ma】（平常心）、【Nn】（無気力状態）の6種類がある。
このうち、ヒュムノス（ヒュムノススペルを除く）でもっとも頻繁に使われるのが【Was】と【Wee】である。これは、通常ヒュムノスを謳う状況において、レーヴァテイルは強い感動など、精神が揺り動かされた状態である場合が多いからである。【Rrha】は【Was】よりさらに強い感情を表すが、これは正気が保てないほどの強い感情にさらされているときに使われ、【Rrha】が使われるのは【Rrha】以外の使用が考えられないような場合に限られる。また、【Nn】は無気力状態（やる気が無い状態）を表すが、前述のような理由からこれはほとんど使用されることは無い。例外的に<EXEC_METAFALICA/.>は【Nn】から始まるヒュムノスであり、かなり珍しい例といえよう。
一方ヒュムノススペルにおいては、平常心で使われる状況も多いため（塔の隔壁認証など）、【Ma】や【Fou】などが使われることも多い。
なお、想音は基本的に文頭で用いられるため、第I想音は一文字目を大文字表記でつづる場合が多い。
第II想音
想音の2番目の部分で「喜び」や「悲しみ」などの感情の種類を表す。
想音の中で最も種類が多く、日本語の形容詞に相当する単語が多い。話者の感情を直接表現する部分なので、邦訳したときの意味の揺らぎが大きい。トウコウスフィアでも取り上げられた【apea】（幸せでぽわー）のように、一語の形容詞で表現できないようなものも存在する。
第III想音
想音の最後の部分で、話者および文章の対象に対して、現状をどのようにしたいと思っているのか（維持するか脱するか）を表す。
【erra】（永遠にこのままでいたい）、【ra】（このままでいたい）、【wa】（どちらでもなく、あるがままの状況を受け入れる）、【ga】（早く脱したい）、【gaya】（二度と元の状態に戻りたくない）、【gagis】（自分はどうなってもいい）の6種類がある。

#### 一人称の基本的な文法
英語の第5文型における主語を想音に置き換えた「想音-V-O-C」が基本の構文である。
ヒュムノスは基本的に呪文であるため、一人称主語は省略されることが多いが、塔の隔壁を開放するときなどには個人認証のため主語が使用される。
たとえば、"Fou paks ra exec hymmnos PAJA."「（私は）少しどきどきしながら、ヒュムノス『パージャ』を実行する」において、想音は "Fou paks ra"「少しどきどきしているが逃れたいわけではない」であり、述語動詞が "exec" で「実行する」、O が実行するものを表す "hymmnos"「ヒュムノス」、そして、C がヒュムノスの名前を表す "PAJA"「パージャ」となる。話者が主語であることは明らかなので、「私は」にあたる "mea" は省略されている。

#### 二人称、三人称の文法
ヒュムノスは基本的に呪文であるため、一人称以外の文は少ない。
二人称、三人称の文章は「想音-V-(rre)-S'-V'-O-C」の構文をとり、想音は話者の感情を、V は話者の行動を示す。
"rre" は主語定義と呼ばれ、次にくる名詞が主語であることを示す。S' があなた、彼、彼女とその複数形のいずれかである場合、"rre" ではなく専用の単語（汎用主語定義）を用いる。例えば、"yor"「あなた」が主語の場合は "yorr" を使用する。「V'-O-C」は主語が S' であることを除けば一人称の場合と同じ構文である。ヒュムノス語の動詞には語形変化は存在しない。
例文として、"Was yant gagis weel yorr pat crudea et."「私はものすごく悲しい。この状況からすぐに回復したい。私はあなたがその大きな苦しみから解放されることを望む」を考えると、文頭の "Was yant gagis weel" で、話者は「あなた」に対しものすごく悲しい感情にあり、その状況を変えたいと願っていることを表していて、"yorr pat crudea et" で「あなた」が大きな苦しみから解放される、という具体的な状況を表している。
このようにヒュムノス語は二人称、三人称の文章は複雑な構文であるため一般会話には向かず、ソル・シエールにおいても一部用途でしか使用されていない。

#### 想音の保証定義構文
想音の保証定義構文とは、長文において想音を省略するための方法である。
ヒュムノスを謳っている最中に謳い手の感情がそれほど変わらないような場合に、全ての文に同じ想音をつけると文章が長くなる。しかしながら、単に想音を省略するとヒュムノス文として成立せず、塔に認識されなくなるため、保証定義構文を利用して想音を省略する。
"（想音）0x vvi." で確約定義を開始し、"1x AAs ixi." で確約定義を終了する。この2文の間にはさまれた文は、全て括弧内の想音をつけたものと同義になる。
| Was yea ra 0x vvi.     | 【確約定義開始】（とてもうれしい） |
| hartes ar ciel.        | （唯一の世界を愛すること）         |
| hartes fandel walasye. | （多くの人々を愛すること）         |
| melenas yor.           | （（大切な）あなたを愛すること）   |
| 1x AAs ixi.            | 【確約定義終了】                   |

これを訳すときは「唯一の世界、多くの人々、そして大切なあなたを愛することができてとてもうれしい。」のように、全ての文に想音をつけた形で訳せばよい。

#### バイナスフィア
バイナスフィアとは二つの詩を一人で謳う為の方法であり、もともとは月奏がより大きな力を得るために開発された。レーヴァテイルも使用することが可能で、そのときの効果は月奏が使用した場合より大きい。
以下に使用方法を示す
- =>【バイナスフィアの文章】EXEC hymme 2x1/0 >> 【インターリーブ周期】.
- これが使用方法となる。【】内以外は固定された文章（バイナスフィアであることを示す定義、発動ワード）である。
- このとき文頭の>は『タブ』、2x1/0は『ジ　グ　イ　オ』、>>は『トラス』と発音する。
- また、【インターリーブ周期】の0と1は、二進数扱いなのでそれぞれ『オ』『イ』と発音する。
- 次に例を用いて説明する。
- 一つ目の詩を「Was yea ra chs hymmnos mea.」とし、二つ目の詩を「Wee ki ra enter yor.」とする。
- この二つの詩を音節で分解し（このとき、単語内で分解するときは文字列の最後にxを置く）、発音しやすいように組み合わせる。
- こうして「WAS WEE KI YEA RA RA CHS HYMx ENTER YOR NOS MEA 」というバイナスフィアの文章が出来た。
- これを【バイナスフィアの文章】と置き換える。
- 次に、このバイナスフィアの文章がどのような組み合わせであるかを示す式を作る。
- この式では、一つ目の詩を0、二つ目の詩を1と表す。
- 上のバイナスフィア文章のスペースで区切られている塊ごとに0と１で示せばよい。
- すると「011001001100」という式が出来るので、これを【インターリーブ周期】と置き換える。
- 最終的には「=>WAS WEE KI YEA RA RA CHS HYMx ENTER YOR NOS MEA EXEC hymme 2x1/0 >>011001001100.」という文章が出来る。

このように多少複雑な文章にはなるが、文章を自由に組み合わせることが出来、詩の効果を二つ分に出来るので、利用価値は大きい。

### 新約パスタリエ
新約パスタリエは、ほかの律をベースにインフェルによって開発された律である。
何よりも効果の高さと高速な詠唱を重視した律であり、1語のみで文章として成立させることも出来る。
この律最大の特徴は『想音+(S)+V』をまとめた『想音動詞』という要素の存在である。
また、文法の拡張が行われており、受動態、強調、否定、想音動詞の名詞的扱い、鍵括弧「」の使用、といった構文が定義されている。

#### 想音動詞
想音動詞は、中央正純律における『想音+(S)+V』をまとめた物である。新約パスタリエでは想音や動詞はすべて想音動詞として表現される。
想音動詞には『基礎単語』と『想母音』の2要素があり、これを組み合わせて使用する。
基礎単語
基礎単語は、想音動詞がどのような動詞かを表す基になる。なお、品詞的には基礎単語のみでも想音動詞と呼ぶ。基礎単語は基本形で動詞としての意味を持つ。（例：【h.m.m.r.】謳う）
基礎単語の基本形は文字の間に『.』（ピリオド）が挿入されており、このピリオドを『バンクピリオド』と呼ぶ。バンクピリオドに想母音を挿入することにより、ヒュムノスとして成立する。バンクピリオドは、基礎単語が「a.b.c.d.e.」という単語だとした場合、一番左からバンク1、2、3・・・と続き、番号が若いほど効果が大きい。よって、謳い手にとってより強い想いを表す想母音が、番号が若いバンクピリオドに挿入される。なお、バンクピリオドはすべて埋めなくても良い。
想母音
想母音は、基礎単語のバンクピリオドに挿入して使用し、感情の種類と対象を表す。役割としては中央正純律の第II想音に近い。
想母音には対象によりレベル1～3があり、それぞれが
レベル1：自己の感情（6大発想元素のみ）
レベル2：相手に対する想い、感情 （Y+6大発想元素）
レベル3：自分が今いる場所に対する想い、感情（LY+ 6大発想元素）
を表す。なお、レベルの違いは対象の違いのみであり、それぞれの感情の大きさには差はない。感情の大きさの差はバンクナンバーによって表されるのみである。想母音が表す感情は、前述の6大発想元素が持つ意味と関係がある。

想音動詞
これら基礎単語と想母音を組み合わせることで想音動詞は完成する。
具体的な例として、【h.m.m.r.】「謳う」を想音動詞にすると、【hYEmEmr】という単語が出来たとする。
これは、バンク1にレベル2の想母音【YE】「あなたに幸せになってほしい」が、バンク2にレベル1の想母音【E】「喜び」がある。バンクナンバーから、まず第一に相手の幸せを願っているが、ほぼ同じぐらいの強さで自分の喜びもあるということになる。
これを踏まえて訳すと、おおよそ「あなたの幸せのために喜んで謳う」となる。おおよそ、と表したのは、新約パスタリエはヒュムノス語の中でも特に意味の揺らぎが大きく、1つに断定することが難しいからである。
なお、対象となる相手が見えている場合、【hYEmEmr】は1語で文章として成立する。これは次の節で詳しく述べる。

#### 基本的な文法
新約パスタリエの文法は、その対象となる相手が見えている場合と見えていない場合で文法が異なる。
対象となる相手が見えている場合
この場合、文法はもっともシンプルで、想音動詞のみで完結させることも出来る。『相手が見えている』ということの定義は、対象が自分自身である場合、他人ならばその相手を指差せる場合、自分の周りの場所を対象とする場合のいずれかであればよい。
先ほどの【hYEmEmr】を例にすると、これに発動子『/.』を加えた【hYEmEmr/.】で発動することが出来る。発動子はバンクピリオドと区別するためのものなので、文末にそのほかの記号（！や？など）がつく場合は必要ない。また、いずれの場合も表記上の問題なので実際に謳う際は発音しない。
もちろん、対象となる相手が見えている場合でも、想音動詞だけで完結させずその後に目的語や補語などを続けることも出来る。
対象となる相手が見えていない場合
対象となる相手が見えていない場合は、目的語をつけて対象を明確にしなければならない。
【hYEmEmr】を想音動詞として、インフェルさん【Infel】に発動する場合、【hYEmEmr　Infel/.】となる。
対象となる相手が見えている場合と見えていない場合の違いは、目的語が必須か否かのみである。そのほかの文法（語順など）は中央正純律と変わらない。また、新約パスタリエの詩魔法サーバーであるインフェル・ピラは、アルトネリコに登録されている律をエミュレートしているので、ほかの律の単語を用いることも出来る。

#### 構文
主語定義
主語定義は、中央正純律と同じく主語の前に【rre】をつけることで行う。あなた、彼などの代名詞は【rre】をつけずに（強調する場合を除く）専用の単語（汎用主語定義）を用いる点も等しい。ただし、新約パスタリエの場合は主語定義もしくは汎用主語定義の前に【x.】をおく。これは、バンクピリオドに想母音を入れることによって自分の感情を表すもので、中央正純律の二・三人称文法における「想音+V」に相当する。
まとめると、【x. (rre)+S+想音動詞+O】（【x.】のバンクピリオドには想母音を入れる）となる。
受動態
想音動詞の語末に【eh】をつけると、受動態を表す。想音動詞と【eh】の間にスペースは入れない。
例：【hYEmEmr】（能動態）→【hYEmEmreh】（受動態）
強調
汎用主語定義（【yorr】や【herr】など）の前に主語定義の【rre】をつけると、その主語を強調することが出来る。
否定
名詞や想音動詞の前に【zz】をつけると、否定を表す。
想音動詞の名詞的扱い
想音動詞のバンクピリオドをすべて残したままで使用すると、その想音動詞は名詞として使用することが出来る。これは英語などの動名詞に近い。
鍵括弧「」の表記
言い伝えなど、日本語で「」を用いる表記は、『:/ /:』を用いる。文章本体はスラッシュの間に表記する。

#### ファンクション
中央正純律は、 想音の保証定義構文によって同じ想音の繰り返しを省略することが出来たが、新約パスタリエでは文章そのものを1語に置き換えることが出来る。これをファンクションと呼ぶ。
文法としては、【既存のヒュムノス語にない単語】 ->【文章】という構文を用いる。『->』は「ぱす」と発音する。
ファンクションを用いて単語に文章を定義すると、以後はその単語を唱えれば定義した文章を唱えたことと等しくなる。いわば、即席アルファ律のようなものである。
なお、ファンクションは詠唱中に一度使用すればその詩が続く限り有効だが、詩が終わればファンクションの定義は無効になる。アルファ律のように恒久的に使えるわけではない。

## ヒュムノス語の利用
前述の通り、ヒュムノス語は主に呪文として利用される。ヒュムノス語を利用した呪文フォーマットには、大きく分けてヒュムノスエクストラクト、ヒュムノススペル、ヒュムノスワードの3種類がある。

### ヒュムノスエクストラクト
塔を直接コントロールする詩のことで、<EXEC_(NAME)/.> の形式をとる。
作中で『ヒュムノス』と呼ばれるものは、ヒュムノスエクストラクトの事を指す。必要導体H波流量により『オリジン専用』と『汎用』の二種に分類される。ヒュムノスの使用にはヒュムネコードが必要であるが、ヒュムネコードはオリジンとβ純血種のみに割り振られたものである為、人間や第三世代のレーヴァテイルは扱えない（ヒュムノスを使用できる第三世代には何らかの特別な理由がある）。
使用する際にはヒュムネクリスタル (HC) という、詩の想いが込められた結晶をダウンロードし、想いをレーヴァテイル自身の感性によって解釈した詩を謳うことで発動する。
ヒュムノス自体はただのプログラムであるが、レーヴァテイル単体で全くの無から紡ぐことも可能ではある。しかしとても強烈な想いが必要であり、自力で紡ぐことは奇跡に近いとされる。
インフェル・ピラを制御する詩はI.P.Dレーヴァテイル専用の詩であり、<METHOD_(NAME)/.>の形式をとる。I.P.Dレーヴァテイルは全員が第三世代であるが、ダウンロードにヒュムネコードを必要としないため、必要導体H波流量を満たすことができれば誰でもダウンロードが可能である。ただしインフェル・ピラのモードシフトや、I.P.D.レーヴァテイル達の想いを纏める場合においては澪の御子という、インフェル・ピラから『クイーン』の認定を受けているI.P.D.レーヴァテイルのみがダウンロードできる。
ヒュムノフュージョン
ヒュムネクリスタルは製作者の想いがこめられているだけなので、ダウンロードしたレーヴァテイルによって詩の歌詞や旋律は異なるが、通常効果は同じである。しかし、ヒュムノスをダウンロードしたレーヴァテイルが、込められた想いから更に強い想いを持つことで、極稀ではあるが詩の効果が変わることを指す。
ヒュムノフュージョンの概念は1の制作時の<EXEC_HARMONIUS/.> 作詞の際の志方あきこの質問が切っ掛けで生まれたことがヒュムネクロニクル第五回で語られている。

### ヒュムノスワード
作中『詩魔法』と呼ばれているもの。全てのレーヴァテイルにプリインストールされている、『ソケット・プラグイン型ヒュムノス』<EXEC_HYMME/.>によって発動する。ヒュムノスエクストラクトと違い、詩魔法は自力で紡ぐことが前提であるため、ダイブなどで短期間に紡ぐことも可能である。ヒュムノスワードは、塔に信号を送り、そこから出力されるので、塔が機能していないと使用できない。また、塔の管理下で利用されるので塔のシステムに作用するような効果は得られない。
EXEC_HYMME/.系詩魔法
<EXEC_HYMME/.>自体の効果は『妄想の具現化』で、想い・妄想（導体H波）を魔法エネルギー（導体D波）に変換する。発動の際は<EXEC_HYMME_(NAME)/.>の形式をとる。
METHOD_HYMME/.系詩魔法
<EXEC_HYMME/.>の代わりにI.P.Dレーヴァテイルの場合は <METHOD_HYMME/.> がプリインストールされており、効果は<EXEC_HYMME/.>と同様である。発動の際は<METHOD_HYMME_(NAME)/.>の形式をとる。
EXEC_FLIP/.系詩魔法
第3塔レーヴァテイルには<EXEC_HYMME/.>以外にソケット・プラグイン型ヒュムノス<EXEC_FLIP/.>がプリインストールされている。発動の際は<EXEC_FLIP_(NAME)/.>の形式をとる。 <EXEC_FLIP/.>は『自身が妄想となる』効果があり、自身の生命力（定常H波）を物質（定常D波）に変換し、強力な詩魔法を具現化させるものである。<EXEC_HYMME/.>よりも心のより深いところで紡がなければならないため発動できるレーヴァテイルは少ない。さらに生命力を著しく消費するため、時に命を失うこともある。この詩魔法に対応するため第3塔レーヴァテイルは改良がされており、それを利用したヒュムノスエクストラクトも存在する。

### ヒュムノススペル
前者2つが詩であるのに対し、こちらはただの呪文である。
塔にプリセットされている呪文を詠唱すると、その効果が出力される。
呪文を唱えれば誰でも使用できるが、新しいものを産み出したりすることはできない。
ヒュムノスエクストラクトのダウンロードや隔壁認証等に使用される。

## 話者

### 作品中
「アルトネリコ1」の舞台であるソル・シエールにおいては、レーヴァテイルと、一部の人間のみが使用できる。続編に当たる「アルトネリコ2」の舞台であるメタ・ファルスにおいても同様であるが、レーヴァテイルが優遇されている社会ということもあり、一般人の認識はソル・シエールよりも高い。
レーヴァテイルは、インストールポイントが現れる（レーヴァテイルとして覚醒する）と無意識に使えるようになる。
これは、塔とレーヴァテイルがリンクすることにより、コスモスフィアに流れ込んでくるためである。
しかし、ヒュムノス語を学んだわけではないので、例えば『「嬉しい」ってヒュムノス語でなんて言うの？』などと質問しても、答えられない。
レーヴァテイルにとってヒュムノス語は感情そのものを表したり感じ取るものであり、それは知識ではなく、口を開くと自然に出てくるものとなっている。
塔とリンクしている間のみ使うことができ、塔とのリンクが切れる（塔がサスペンドになったり影響範囲外にでる）と一切理解できなくなる。
一方人間は、エレミアの騎士等のプラティナの人間ならば隔壁の開放コードなどを呪文的に使えることがあるが、自在に使いこなす人間はゲーム中には登場しない（一部、例外的にヒュムノスミュージカルにおいて『月奏』と呼ばれる人々が登場しており、レーヴァテイルが詩サーバーから力を得るように、自然から力を得て魔法的効果を得ている）。
第一紀や第二紀など、ヒュムノス語を多用していた時代には、間違いなく多くの人間が使いこなしていただろう。
このようにゲーム内での現在（A.D.3770年代）では自由に使いこなせるものはほとんどいない。
例外的にシュレリア（エオリア）およびフレリアは、オリジンであると共に管理者でもあるので自由に使うことが出来る。この世界で最もヒュムノス語に詳しい存在たちである。
そのため、シュレリアは公式ホームページではヒュムノス語の解説をしばしば行っている。但し、本人が『好きな律はアルファ律』といっているので、シュレリアにとってもやや難しいのかもしれない。
また、ソル・シエールでは第三紀現在もわずかながら月奏が存在し、ヒュムノス語を活用している。
そのほかにも、トウコウスフィア第62回に『ソル・シエールの大学入試科目にヒュムノス語が課される』とあることから、ソル・シエールではいまだにヒュムノス語の研究が行われているようである。

### 作品外
現実世界では、アルトネリコ関連楽曲の作詞担当者は基本的に最低限のヒュムノス運用能力があると考えてよい。
中でも志方あきこは多くの単語を考案しており、ヒュムノス語を考案したディレクターの土屋暁と並んで現実世界で最もヒュムノス語に詳しい人物である。
その他に、一般のゲームユーザーでゲーム内や楽曲中のヒュムノス語を解読して個人のファンサイトで発表し、公式ホームページで紹介されたほどの人物も存在するほか、自力でヒュムノス語の文章を紡いだ者もいる。
CD等の楽曲以外現実の世界で発話した記録は少なく、アルトネリコの制作記者会見にて志方あきこがヒュムノス語で挨拶した記録が残されている程度と思われる。